# Permoti nos
Permoti nos ist eine Enzyklika Papst Leos XIII. Das nach seinem Incipit benannte Lehrschreiben vom 10. Juli 1895 an die belgischen Bischöfe befasste sich mit den sozialen Verhältnissen im Lande.

## Inhalt
Ausgehend von der herrschenden Uneinigkeit unter den belgischen Katholiken zur sozialen Frage und der katholischen Schulbildung in Belgien empfiehlt der Papst dringend die Einberufung einer Synode der belgischen Bischöfe. Diese möge zum Austausch der verschiedenen Sichtweisen und zum Beschluss geeigneter Maßnahmen dienen. Die soziale Frage könne nicht nur von einem einzigen Standpunkt aus betrachtet werden, da sie sich zwar in der Tat um weltliche Güter drehe, ebenso aber auch um Fragen der Moral und des Glaubens. Ebenfalls sei sie unmittelbar mit verfassungsrechtlichen Aspekten verbunden, sodass sie letztendlich eine große Auswirkung auf die Rechte und Pflichten des Einzelnen habe. Wende man darüber hinaus die Grundaussagen des Evangeliums zur Gerechtigkeit und Nächstenliebe auf diese Frage und die der eigenen Lebensführung an, betreffe dies zwangsläufig die vielfachen Interessen der Menschen.
Im Folgenden versichert Papst Leo die belgischen Bischöfe seines Beistands bei der Lösung dieser schwierigen Situation. Hierzu müssten die Katholiken von dem brennenden Wunsch getrieben sein, nur nach jenen Dingen zu streben, die dem Gemeinwohl zuträglich seien und demgegenüber ihre eigenen Meinungen und Belange zurückstellen. Dies stelle sicher, dass
- die Religion auf ihre eigene wunderbare Weise auch auf zivile, innere und ökonomische Belange des Landes ausstrahle und diesen Sicherheit bringe
- durch die Verbindung von öffentlicher Gewalt und Freiheit in christlicher Weise das Königreich Belgien vor Aufwiegelung bewahrt bleiben und durch Ruhe geschützt werden möge
- die guten Einrichtungen des Landes, besonders die Schulen für die Kinder gefördert und verbessert würden
- der Handel und das Handwerk besonders durch jene Verbände gefördert würden, die in Belgien überreich vorhanden seien und die es im Sinne des Glaubens und der geistlichen Leitung weiter zu fördern und zu unterstützen gelte.
- die höchsten Gebote Gottes mit jener Demut befolgt würden, die ihnen zukomme. Da Gott bestimmt habe, dass es in der Menschheit verschiedene Klassen gebe, jedoch in diesen Klassen eine Gleichheit herrsche, die sich von der friedlichen Zusammenarbeit untereinander ableite, sollten die Arbeiter keinesfalls den Respekt vor ihren Arbeitgebern und das Vertrauen in sie verlieren und die Arbeitgeber sollten ihren Arbeitern mit gerechter Freundlichkeit und kluger Fürsorge begegnen.

Dies seien die hauptsächlichen Säulen, auf denen das Gemeinwohl ruhe, das anzustreben das Ziel der gemeinsamen Anstrengungen sei. Von diesem Gut komme wirkliche Linderung, um in den Fährnissen des sterblichen Lebens Trost zu spenden, und ihm entsprängen Verdienste für das ewige Leben. Der Papst schließt mit einer Ermahnung an den Klerus in Bezug auf die geistliche Führung und der Darlegung seiner Erwartungen an das belgische Volk, den Weg der Einheit zu beschreiten und seine Uneinigkeit zu überwinden. Im Hinblick auf die „Misere des Sozialismus“ habe er, Leo XIII., seine Stimme oft und machtvoll erschallen lassen, nicht zuletzt in der Enzyklika Rerum novarum. Abschließende und segnende Worte richtet der Papst an alle Menschen, die guten Willens seien.